# Packard Custom Eight
Der Packard Custom Eight bezeichnet eine Serie von Achtzylinder-Automobilen, die die Packard Motor Car Company in Detroit in den Modelljahren 1928 bis 1932 fertigte. Im Jahre 1948 lebte das Modell als Weiterentwicklung des Custom Super Clipper Eight wieder auf wurde bis 1950 weitergebaut. 1951 folgte die Ablösung durch den Packard 400.

## 1928–1932

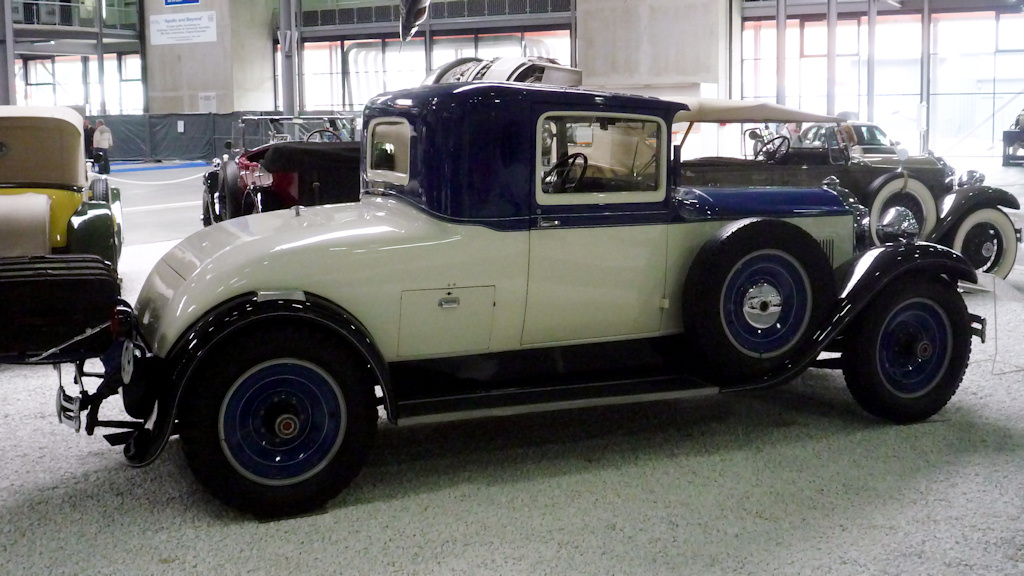
Packard Custom Eight (1929)

Das bis 1927 gebaute Modell Eight wurde 1928 in die Modellreihen Custom Eight und Standard Eight aufgespaltet.
Der Custom Eight  hatte weiterhin einen Reihenachtzylindermotor mit seitlich stehenden Ventilen, 6.306 cm3 Hubraum (Bohrung × Hub = 88,9 mm × 127 mm) und einer Leistung von 109 bhp (80 kW) bei 3.200/min. Über eine Zweischeibenkupplung wurde die Motorkraft an ein teilsynchronisiertes, manuelles Dreiganggetriebe und dann an die Hinterräder weitergeleitet. Die mechanischen Bremsen wirkten auf alle vier Räder.
Es gab nur ein einziges Fahrgestell mit 3.632 mm Radstand, das mit unterschiedlichsten geschlossenen und offenen Aufbauten für 2 – 7 Passagiere versehen werden konnte. Die zuerst erschienenen Custom-Eight-Modelle waren dabei luxuriöser ausgestattet als ihre sieben Monate später herausgebrachten Schwestermodelle mit der Bezeichnung Standard.
1929 erhielt der Custom Eight ein weiteres Schwestermodell, den DeLuxe Eight, und Motor nahm bei gleichbleibendem Hubraum in der Leistung etwas auf 105 bhp (77,2 kW) ab. Das Chassis hatte nun einen Radstand von 3.569 mm.
Im Folgejahr erhielt der Custom Eight ein neues Vierganggetriebe und Fenster aus bruchsicherem Mehrlagen-Sicherheitsglas.
1931 erhielt der Motor eine Leistungsspritze durch geänderte Ventile und Ansaugrohre. Er leistete nun 120 bhp (88 kW). Der Custom Eight wurde in Individual Custom Eight umbenannt und es gab zwei Aufbauten auf dem Chassis mit 3.569 mm Radstand (Victoria Cabriolet und Limousinencabriolet) und sieben auf dem mit 3.696 mm Radstand. Gleichzeitig war der Individual Custom Eight auch in der technischen Ausstattung des Standard Eight (mit 5.231 cm3 Hubraum und 100 bhp (74 kW); mit 3.416 mm Radstand) erhältlich.
Im Modelljahr 1932 verlängerte man die Radstände um 2″ auf 3.619 mm / 3.747 mm. Durch Anhebung der Verdichtung erreichte der Motor bei unverändertem Hubraum 135 bhp (99 kW). Die im Vorjahr angebotene Möglichkeit eines Individual Custom Eight auf Basis des Standard Eight entfiel wieder.
1933 wurde aus dem Individual Custom Eight wieder der Packard Eight. In den drei Jahren von 1928 bis 1930 waren 23.801 Custom Eight entstanden (Die Zahlen für 1928 – 7.800 Stück – enthalten dabei auch das Modell Standard Eight). 1931 / 1932 entstanden 2.735 Individual Custom Eight (Die Zahlen enthalten dabei auch das Modell DeLuxe Eight).

## 1948–1950

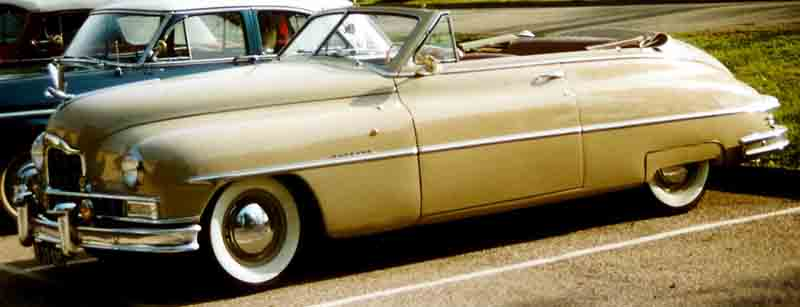
Packard Custom Eight Cabriolet Victoria (1949)

1948 wurde der Packard Custom Super Clipper Eight überarbeitet und wieder in Packard Custom Eight umbenannt.
Der Wagen hatte immer noch einen Reihenachtzylindermotor mit seitlich stehenden Ventilen, nun aber mit 5.833 cm3 Hubraum (Bohrung × Hub = 88,9 mm × 117,5 mm) und einer Leistung von 160 bhp (118 kW) bei 3.600/min.
Es gab Fahrgestelle mit zwei Radständen: 3226 mm und 3759 mm. Auf dem kurzen Fahrgestell konnten eine 2- oder 4-türige Limousine oder ein 2-türiges Cabriolet (Victoria) mit jeweils 6 Sitzplätzen geordert werden. Auf dem langen Fahrgestell lieferte man eine 4-türige Limousine oder eine 4-türige Pullman-Limousine, jeweils mit 7 Sitzplätzen.
1949 wurden die Fahrzeuge stilistisch etwas überarbeitet. Ab November 1949 gab es ein 3-stufiges Automatikgetriebe („Ultramatic“).
1950 legte der Motor in der Leistung noch einmal 5 bhp zu und leistete nun 165 bhp (121 kW). Das Fahrgestell mit langem Radstand entfiel.
1951 ersetzte der neue Packard 400 dieses Modell. 1948 entstanden  10.522 Custom Eight, 1949 / 1950 waren es zusammen mit dem Schwestermodell Standard Eight 89.639 Stück.